# Sonate pour violoncelle et piano de Poulenc
Pour les articles homonymes, voir Sonate pour violoncelle et piano.
La sonate pour violoncelle et piano de Francis Poulenc est une œuvre de musique de chambre composée entre 1940 et 1948. Sa durée totale d'exécution est d'environ 20 minutes. Elle est publiée chez Heugel à Paris.

## Genèse
Alors que la Seconde Guerre mondiale éclate, la mobilisation générale est décrétée en France en août 1939, Poulenc est à Noizay et travaille à la réécriture du sextuor et de l'instrumentation des Cocardes ainsi que les Fiançailles pour rire. Dès le 2 juin 1940, Poulenc est affecté à Bordeaux et note quelques mesures de musique lors d'un court séjour à Cahors. Dès le 18 juillet 1940, il est démobilisé après l'armistice rejoint une amie à Brive-la-Gaillarde et esquisse la sonate pour violoncelle ainsi que L'Histoire de Babar, le petit éléphant et Les Animaux modèles.
Il faut attendre les suites de la guerre qui verront l'écriture de plusieurs œuvres dont une majeure, la cantate Figure humaine pour que Poulenc termine la sonate qui est achevée après les Calligrammes d'après l'œuvre homonyme de Guillaume Apollinaire à la fin de l'année 1948. Poulenc reprend l'ébauche commencée en 1940 à la demande de son dédicataire Pierre Fournier et se remet à l'écriture de la sonate, mais il n'est pas inspiré par l'écriture pour le violoncelle, pas plus que pour le violon. Sa sonate pour violon et piano a d'ailleurs été un échec et est jugée par certains auteurs faible, voire médiocre. Demeurée dans les papiers du compositeurs depuis plusieurs années, la sonate pour violoncelle et piano n'est finalement achevée qu'en 1948. Elle est créée à la salle Gaveau à Paris le 18 mai 1949 par Poulenc, l'auteur au piano, et Pierre Fournier, le dédicataire au violoncelle.

## Réception et postérité
Jugée par certains « agréable sans plus », la postérité de la sonate est pourtant plus forte que celle de la sonate pour violon, notamment en raison de sa supériorité. L'auteur Renaud Machart juge la Cavatine grave mais belle, le Finale « très réussi » mais déplore le manque de caractère du premier mouvement Allegro tandis que les commentaires du biographe Henri Hell sont davantage tranchés et précisent qu'en « dépit d'une très jolie Cavatine, elle n'a pas grand intérêt ». Il est en cela repris par Adélaïde de Place dans la notice qu'elle consacre au compositeur dans le Guide de la musique chambre paru chez Fayard en précisant que les deux œuvres que sont la sonate pour violon et piano et celle pour violoncelle et piano « ne figurent pas parmi les meilleures pages de leur auteur ».

## Style
Certains auteurs rapprochent la sonate de Poulenc au style de Vincent d'Indy ou d'Albéric Magnard. Certains de ses thèmes rappellent Les Animaux modèles, œuvre du compositeur achevée à l'époque des esquisses de cette sonate.

## Structure et analyse

### Structure
C'est la seule sonate en quatre mouvements du répertoire du compositeur.
1. Allegro - Tempo di marcia
2. Cavatine
3. Ballabile
4. Finale

## Discographie sélective
- Pierre Fournier (violoncelle), Jacques Février (piano) : Francis Poulenc - Musique de chambre Vol. 1 - EMI
- François Salque (violoncelle), Éric Le Sage (piano) : Francis Poulenc - Intégrale Musique de chambre - RCA Red Seal

### Autres références
1. 1 2  Adélaïde de Place, Francis Poulenc in Guide de la musique de chambre, Fayard, 1989, p. 704
2. ↑  Notice du disque Francis Poulenc - Intégrale Musique de chambre - RCA Red Seal, p. 7